# Tipula (Yamatotipula) comanche
Tipula (Yamatotipula) comanche is een tweevleugelige uit de familie langpootmuggen (Tipulidae). De soort komt voor in het Nearctisch gebied.